# They Saved Lisa’s Brain
«They Saved Lisa’s Brain» (рус. Они спасли мозг Лизы) — двадцать второй эпизод десятого сезона мультсериала «Симпсоны». Впервые вышел в эфир 9 мая 1999 года.

## Сюжет
В Спрингфилде проводится конкурс дураков, главный приз в котором — путешествие на Гавайи. Гомер, разумеется, принимает в нём участие. Также в нем принимают участие многие знакомые Гомера, и даже Барт. Конкурс заканчивается плачевно — один из судей Райнер Вульфкассл объявляет победителем себя, ведь ему пришлось глазеть на «этих идиотов». Обиженные участники начинают драку, которая заканчивается сожжением фургона с картинами Ван Гога. Ужаснувшаяся этой дикостью Лиза пишет в газету письмо, в котором призывает жителей Спрингфилда поумнеть и повзрослеть. Многие на это письмо не обращают внимания, но кое-кто его всё-таки прочитал и предлагает Лизе встретиться. Так девочка узнала о существовании тайного клуба интеллектуалов «Менса». В ней состоят Директор Скиннер, Продавец Комиксов, Профессор Фринк, Доктор Хибберт и Линдси Найджел.
Тем временем Гомер выигрывает на конкурсе дураков (правда, не совсем честно) бесплатные будуарские фотографии. Вызвав профессионального фотографа, Гомер решает сфотографироваться в спальне Мардж, но там его застукивают Барт с Милхаусом, поэтому Гомер переносит съемки в подвал. После этого он демонстрирует фотографии Мардж. Ей нравятся фотографии, но узнав о том, что Гомер делал их в подвале, её интересует лишь то, как Гомеру удалось создать такой фон. А ведь Гомер делал фотографии совсем для другого дела…
Лиза продолжает проводить время с новыми друзьями. Вскоре они приходят в парк в костюмах эпохи Возрождения, но их беседку уже заняли алкоголики, а полиция не хочет гонять их, ведь они поделились с Виггамом пивом. Тогда интеллектуалы обращаются к мэру, но тот думает, что они узнали о его денежных махинациях, и поспешно покидает город. Власть переходит к совету учёных, то есть «Менсе». Команда начинает проводить реформы, улучшающие интеллектуальное состояние Спрингфилда. Вскоре они выступают перед всеми жителями города, но многие реформы не одобряются простыми обывателями, к тому же вскоре интеллектуалы начинают спорить друг с другом, кто из них умнее. Но тут на сцене появляется Стивен Хокинг. Он заявляет, что недоволен работой «Менсы», ведь они слишком развращены властью. Да и сами жители не желают терпеть их и разрушают беседку интеллектуалов. Лиза чуть не погибает в ней, но её спасает Хокинг с помощью своего супер-кресла. Лиза понимает, что у каждого своё представление об идеальном мире, и возвращается к обычной жизни. А Хокинг тем временем решает выпить с Гомером и даже крадёт его идею пончикообразной Вселенной, чем Гомер может гордиться…